# Hereroa fimbriata
Hereroa fimbriata är en isörtsväxtart som beskrevs av L. Bol. Hereroa fimbriata ingår i släktet Hereroa och familjen isörtsväxter. Inga underarter finns listade i Catalogue of Life.